# 约瑟夫·戎冈
玛利-阿尔丰斯-尼古拉-约瑟夫·戎冈（法語：Marie-Alphonse-Nicolas-Joseph Jongen，1873年12月14日—1953年7月12日），比利时作曲家，管风琴家。早年在列日音乐学院学习，1897年获罗马大奖，回国后先后在列日和布鲁塞尔任教。其作品基本是浪漫主义风格，也受到德彪西的一定影响，以色彩丰富著称。他的《交响协奏曲》为多数管风琴家所喜爱。